# Горњи уздужни мишић
Горњи уздужни мишић (лат. musculus longitudinalis superior) је непаран мишић главе, који спада у групу унутрашње мускулатуре језика. Он се пружа унапред од глосохиоидне опне и малих рогова подјезичне кости до врха језика, и лежи непосредно испод слузокоже његове полеђине.
Као и већина других мишића језика, инервисан је хипоглосним живцем, а дејство му се огледа у скраћивању језика и повлачењу његовох врха уназад и навише.